# 小行星9652
小行星9652（英語：9652）是一颗围绕太阳公转的小行星。1996年1月12日，上田清二、金田宏在钏路市发现了此天体。
这颗小行星的绝对星等为243.84733等。